# 顏曉芳
顏曉芳（英語：Gan Siow Huang，1974年—），新加坡共和國空軍部隊將領，也是新加坡陸海空三軍首位女性將官，於2015年7月1日以40歲之齡獲授准將階級。顏曉芳於軍中擔任過作戰部隊、情報、人力等機構的主官或參謀人員，並曾赴英國、美國進修，晉昇將軍後亦繼續擔當司令職務。2016年10月，新加坡國會議員劉燕玲對女權組織演說時，稱顏氏為「突破『黃銅天花板』、成為新加坡部隊首位女將的顯赫例子」。

## 學歷
顏曉芳曾在維多利亞初級學院求學，後於1993年獲得新加坡武裝部隊女性優異獎學金，成為該獎項在新加坡最早的4位女性得主之一，赴英國倫敦政經學院攻讀理學學士學位，並在2003年修習紐西蘭國防學院指揮參謀課程。2010年，她亦經由美國麻省理工學院史隆管理學院的研究員計畫成為工商管理碩士。

## 軍歷
顏曉芳從軍後，經培訓成為武器系統官，在軍中歷任數項指揮官、參謀職務，包括第203中隊長、空中偵察與控制團（Air Surveillance and Control Group）團長、新加坡國防部三軍人力處（Joint Manpower Department）處長等職[註1]。
顏曉芳於2013年獲授公共行政管理勳章軍事章。2015年6月26日，時為上校的她透過新加坡國防部長黃永宏取得晉升證書，並自7月1日軍人節起擢升為准將。昇上將官後，顏曉芳結束三軍人力處長一職之任期，改調為空軍情報處（Air Intelligence Department）處長兼特別任務（Special Projects）司長，2016年又轉任空軍運作指揮部（Air Power Generation Command）司令[註1]。

## 個人生活
顏曉芳的夫婿姓李，為新加坡共和國海軍部隊退役軍官，1994年憑武裝部隊獎學金赴英留學時與顏氏結識。兩人於1998年成婚後，膝下共育有三個女兒。除軍職之外，顏曉芳亦兼任2016、17年度新加坡女童軍執行委員會委員。